# Комісаров Сергій Іванович
Сергій Іванович Комісаров (20 жовтня 1890, село Малі Всегодичі Ковровського повіту Владимирської губернії, тепер Ковровського району Владимирської області, Російська Федерація — 5 квітня 1965, місто Москва, тепер Російська Федерація) — радянський діяч, голова виконавчого комітету Північної крайової ради. Член Центральної контрольної комісії ВКП(б) у 1923—1930 роках, член Президії ЦКК ВКП(б) з 1 січня 1926 по 2 грудня 1927 року. Член ВЦВК і ЦВК СРСР.

## Життєпис
Народився в селянській родині. Переїхав до Нижньогородської губернії, де влаштувався робітником на Сормовський завод.
Член РСДРП з 1914 року.
У 1916 році обраний членом Сормовського загальнозаводського комітету більшовиків. Був одним із організаторів липневого страйку 1916 року в Сормові. Після придушення заворушень був заарештований і ув'язнений в Нижньогородську в'язницю, а потім висланий як піднаглядний рядовий до 82-го запасного піхотного полку в місті Владимир, де продовжував вести революційну агітацію серед солдатів.
Після Лютневої революції в березні 1917 року звільнений від нагляду, а в травні 1917 року обраний до Владимирської губернської ради солдатських депутатів.
Після жовтня 1917 року — член Владимирського революційного комітету, заступник голови виконавчого комітету Владимирської губернської ради.
З травня по жовтень 1924 року — голова Південно-Східної обласної контрольної комісії РКП(б).
З 16 жовтня 1924 року — голова Північно-Кавказької крайової контрольної комісії РКП(б).
До 1927 року — секретар Північно-Кавказького крайового комітету ВКП(б).
У 1927 році обраний заступником голови Спілки спілок сільськогосподарських кооперативів.
З 2 жовтня 1929 року — голова Північної крайової контрольної комісії ВКП(б).
У квітні 1930 — 14 жовтня 1931 року — голова виконавчого комітету Північної крайової ради в місті Архангельську.
Потім — на керівній господарській роботі.
З 1948 року — персональний пенсіонер у Москві. 
Помер 5 квітня 1965 року в Москві. Похований на Новодівичому цвинтарі Москві.